# Ambasada Japonii przy Stolicy Apostolskiej
Ambasada Japonii przy Stolicy Apostolskiej – misja dyplomatyczna Państwa Japońskiego przy Stolicy Apostolskiej. Ambasada mieści się w Rzymie, w pobliżu Watykanu.

## Historia

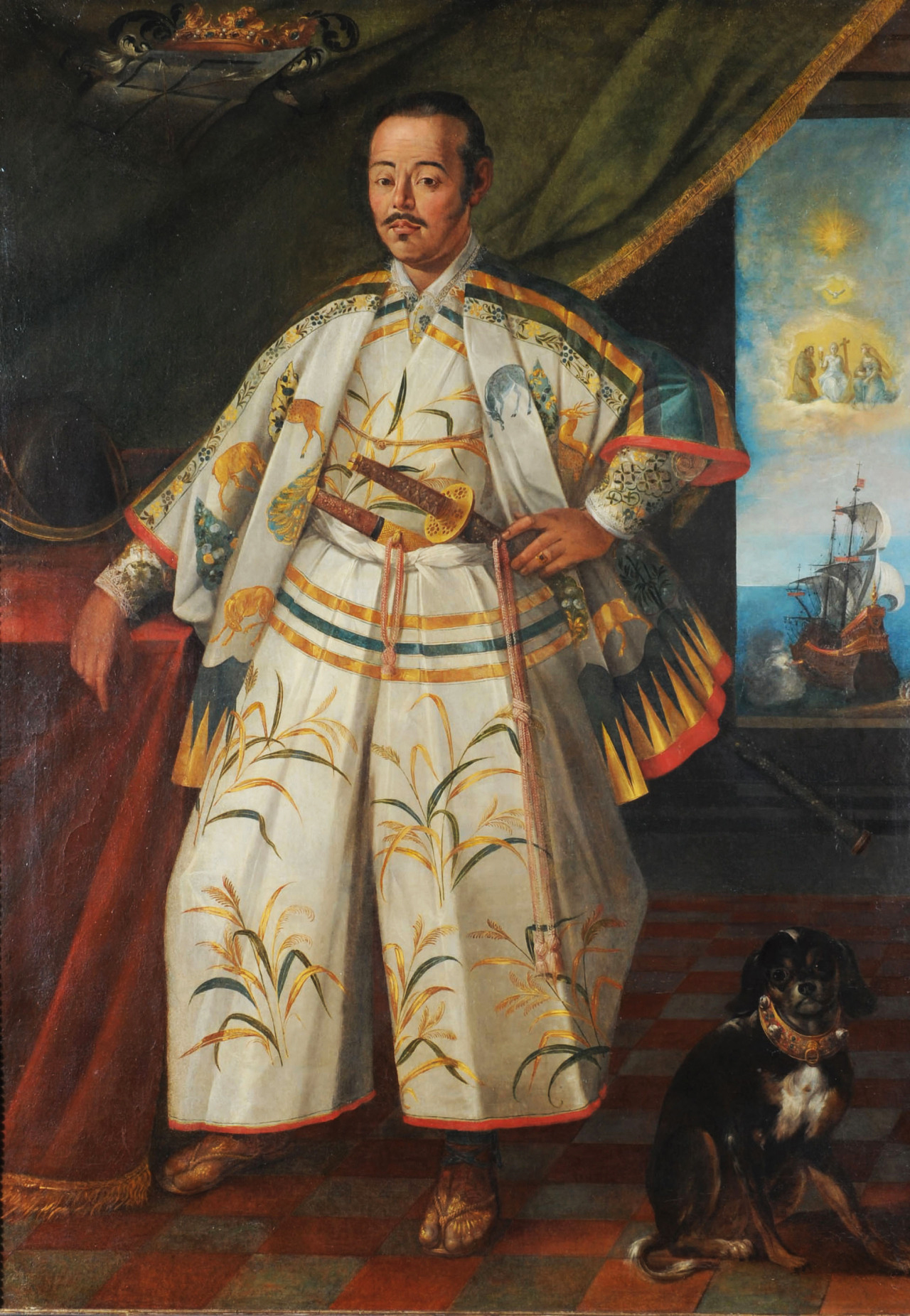
Tsunenaga Hasekura

Kontakty papiesko-japońskie sięgają jeszcze czasów sprzed sakoku. Pierwszy poseł japoński do papieża Pawła V, Tsunenaga Hasekura, został wysłany w 1613. W późniejszych latach w wyniku japońskiej polityki izolacjonizmu kontakty nie istniały.
Japonia nawiązała stosunki dyplomatyczne ze Stolicą Apostolską w 1942. W czasie wojny Japonia zwróciła się do Stolicy Apostolskiej o mediację w celu jej zakończenia. Po wojnie stosunki dyplomatyczne były zerwane do 1952, gdy ustanowiono je ponownie.